# (7966) Richardbaum
(7966) Richardbaum (1996 DA) – planetoida z pasa głównego asteroid okrążająca Słońce w ciągu 3,66 lat w średniej odległości 2,37 j.a. Odkryta 18 lutego 1996 roku.